# Adina Mandlová
Adina Mandlová (ur. 28 stycznia 1910 w Mladej Boleslavi, zm. 16 czerwca 1991 w Przybramie) – czeska aktorka filmowa, teatralna i telewizyjna.
Po śmierci ojca wysłano ją na pensję dla dziewcząt do Paryża, skąd po dwóch latach została wyrzucona za złe zachowanie. Przed rozpoczęciem kariery aktorskiej była modelką. Ponieważ w okresie Protektoratu Czech i Moraw zagrała w jednym niemieckim filmie, po drugiej wojnie światowej w 1945 została oskarżona o kolaborację i na krótko aresztowana. Po uniewinnieniu wyjechała do Wielkiej Brytanii, następnie mieszkała na Malcie. Odwiedziła Czechosłowację na krótko w latach sześćdziesiątych, na stałe wróciła do Czech dopiero w 1991 ciężko chora na gruźlicę i na kilka miesięcy przed śmiercią zamieszkała na zamku w Dobříšu.

## Wybrane role filmowe
- 1932: Děvčátko, neříkej ne! – modelka
- 1933: Diagnosa X – Helena Bernhardová
- 1933: V tom domečku pod Emauzy – Apolenka Dudková
- 1933: Život je pes – Eva Durdysová
- 1934: Dziadziuś (Nezlobte dědečka) – Liduška Daňková, żona Adolfa
- 1937: Jak wielbłąd przez ucho igielne (Velbloud uchem jehly) – Nina Štěpánová
- 1937: Moralność ponad wszystko (Mravnost nade vše) – Eva Karasová
- 1938: Cech panien kutnohorskich (Cech panen kutnohorských) – Rozina
- 1939: Krystian (Kristián) – Zuzana Rendlová
- 1940: Katakumby (Katakomby) – Nasťa Borková
- 1940: Przyjaciółka pana ministra (Přítelkyně pana ministra) – Julinka Svobodová
- 1941: Hotel Błękitna Gwiazda (Hotel Modrá hvězda) – Milada Landová
- 1941: Nocny motyl (Noční motýl) – Anča alias Kiki
- 1943: Ich vertraue Dir meine Frau an – Ellinor Deinhardt
- 1949: The Fool and the Princess – Moura
- 1964: Ghost Squad – Anna (odcinek serialu TV)
- 1965: Święty (The Saint) – Helga (odcinek serialu TV)